# Baron de Bréda
Pour les articles homonymes, voir Bréda (homonymie).
Le titre de baron de Bréda est un titre de noblesse des Pays-Bas.

## Liste des seigneurs
- 1167 - Henri II de Schoten
- 1187 - Godefroid II de Schoten
- 1216/1217 - Godefroid III de Schoten
- 1227 - Henri III de Schoten
- 1234 - Godefroid IV de Schoten
- 1246 - Henri IV de Schoten
- 1254 - Henri V de Schoten
- 1269 - Arnaud de Louvain (marié à Isabelle de Schoten)
- 1287 - Rasses I de Gavre (voir Liste des seigneurs de Gavre).
- 1291 - Rasses II de Gavre
- 1306 - Rasses III de Gavre
- 1313 - Philippe de Gavre
- 1318 - Gérard de Rasseghem (marié à Adélaïde de Gavre, héritière de Breda)
- 1327 - Jean III de Brabant
- 1339 - Jean I de Polanen (maître de propriété)
- 1350 - Jean II de Polanen
- 1378 - Jean III de Polanen
- 1394 - Henri van de Leck (au nom de Johanna van Polanen)
- 1404 - Englebert Ier de Nassau-Dillenbourg
- 1442 - Jean IV de Nassau-Dillenbourg
- 1475 - Engelbert II de Nassau
- 1504 - Henri III de Nassau-Breda
- 1538 - René van Chalon
- 1544 - Guillaume Ier d'Orange-Nassau
- 1568 - Guillaume, formellement sans titre
- 1577 - Guillaume Ier d'Orange-Nassau
- 1581 - La situation juridique est peu claire pendant l'occupation.
- 1584 - Philippe-Guillaume d'Orange et Maurice de Nassau
- 1609 - Philippe-Guillaume d'Orange
- 1618 - Maurice de Nassau
- 1625 - Frédéric-Henri d'Orange-Nassau
- 1630 - Jean VIII de Nassau-Siegen
- 1637 - Frédéric-Henri d'Orange-Nassau
- 1647 - Guillaume II d'Orange-Nassau
- 1650 - Guillaume III d'Orange-Nassau
- 1678 - Theobald Metzger von Weibnom
- 1702 - Staten-Generaal
- 1732 - Guillaume IV d'Orange-Nassau
- 1751 - Guillaume V d'Orange-Nassau
- 1795 - Fin de la Baronnie de Bréda